# Kutzenhausen (Francia)
Kutzenhausen è un comune francese di 937 abitanti situato nel dipartimento del Basso Reno nella regione del Grand Est.

## Società

### Evoluzione demografica
Abitanti censiti

## Comune gemellato
- Kutzenhausen (Germania),  Germania